# Suore francescane ancelle di Maria
Le Suore Francescane Ancelle di Maria (sigla A.d.M.) sono un istituto religioso femminile di diritto pontificio.

## Storia
La congregazione fu fondata nel santuario mariano di Quadalto, presso Palazzuolo sul Senio, nel 1744 da tre terziarie francescane, le sorelle Anna e Apollonia Tani e Caterina Benelli. Queste giovani donne avevano iniziato a condurre vita comune in una casa fatta costruire da loro presso il santuario: ad esse si unirono presto altre compagne e nel 1760, quando la comunità contava nove membri, decisivo fu l'incontro con fr Bernardino da Firenze. frate minore riformato, che giunse a Palazzuolo per predicare le missioni al popolo. 
Con l'approvazione di Gaetano Incontri, arcivescovo di Firenze, l'8 ottobre 1760 Bernardino rivestì le donne dell'abito francescano dando loro il nome di Ancelle di Maria.
L'istituto, aggregato all'ordine dei frati minori nel 1845 e poi nuovamente il 10 ottobre 1931, ricevette il pontificio pro-decreto di lode il 21 gennaio 1958.

## Attività e diffusione
Le suore collaborano all'apostolato parrocchiale.
Oltre che in Italia, sono presenti in Colombia e Indonesia; la sede generalizia è a Firenze.
Alla fine del 2015 l'istituto contava 44 religiose in 8 case.